# Romániai magyar karikatúrák
A humoros töltetű, személyre utaló vagy társadalomkritikát hordozó művészeti alkotás viszonylag korán jelentkezett az erdélyi képzőművészetben. Egy 1908-ban Kolozsvárt rendezett csoportkiállításon első ízben mutattak be önálló grafikai műfajként karikatúrákat is (Csengery István rajzait).

## Karikatúra a két világháború közt
A két világháború közötti lapokban és folyóiratokban megjelent nagyszámú karikatúra a társadalmi és politikai élet visszásságait állította pellengérre, s a kor ismert személyiségeiről nyújtott görbe tükrös arcképcsarnokot. E korszak leggyakrabban jelentkező karikaturistái kolozsvári, temesvári, nagyváradi lapoknál dolgoztak, többnyire szerkesztőségek állandó munkatársaként.
Kolozsvárt Guncser Nándor művelte következetesen a társadalmi és szatirikus politikai lapillusztrációt. A Temesvárt megtelepedett Kóra-Korber Nándor bánsági lapokban (Temesvári Hírlap) és több folyóiratban (Genius, Periszkop) közölt rajzai mellett több könyvet illusztrált; pár vonallal dolgozó, többnyire geometrikus rajzolatú karikatúráiban jellemábrázoló arcképsorozatot adott kortársairól. Temesvári panoptikum címmel 1924-ben kötetben is megjelentette karikatúraportréi egy részét. A Nagyváradi Esti Lap és Nagyvárad c. lapokban (1922–23) Major Henrik, a forradalmi múltja miatt emigrációba kényszerült világhírű magyar karikaturista jelentetett meg nagyszámú humoros rajzportrét.
Irodalomtörténeti szempontból is jelentős az 1923-ban Romániába érkezett Diósy Antal karikatúragyűjteménye a romániai magyar irodalom és közélet jeleseiről, melyet Győri Illés István még abban az évben Ecce homó! (így) c. alatt két kötetben saját előszavával megjelentetett. A dokumentumértékű munka I. kötete Kolozsvár görbetükörje (így) cím alatt többek közt Balogh Artúr, Borbély István, Gyallay Domokos, Győri Illés István, Indig Ottó, Hunyady Sándor, Janovics Jenő, Kádár Imre, Karácsony Benő, Kós Károly, Ligeti Ernő, Kőmíves Nagy Lajos, Sütő-Nagy László, Nyirő József, Osvát Kálmán, Paál Árpád, Reményik Sándor, Szentimrei Jenő, Walter Gyula karikatúráját mutatta be.
A II. kötet Nagyvárad görbetükörje (így) címen többek közt Adorján Emil, Bíró György, Böszörményi Emil, Fehér Dezső, Gulácsy Irén, Hegedűs Nándor, Marót Sándor, Tabéry Géza karikatúráját tartalmazta. Mindkét kötet a Gyilkos című kolozsvári lap kiadása.
Szépíróink közül az írói-művészi nevén is szereplő Bánffy Miklós készített karikatúrákat. Híressé váltak leleplező erejű karikaturisztikus jellemábrázolásai az 1922-es genuai nemzetközi konferencia résztvevőiről (köztük Csicserin szovjet küldöttről), s egy sajátos, a Tamási-mű szelleméhez idomuló karikaturisztikus stílus jellemzi az Ábel első kiadásához készített illusztrációit is.
Jeles karikaturista Tomcsa Sándor, aki vidéki történeteit "írta és rajzolta" a Brassói Lapok számára, két művészi síkon egyszerre mutatva be hőseit.
Az 1930-as és az 1940-es években az antifasiszta propagandát és a háború elleni tiltakozást szolgálta a romániai magyar karikatúraművészet is. Keleti László, Klein József, Lázár Éva, Reschner Gyula rajzai sorolhatók ide.

## Karikatúra a II. világháború után
A második világháborút követően az újjáépítés során jelentkező társadalmi és politikai kérdések sokasága, a nagy átalakulások korát élő ország új arculata kínált témát rajzolóinak, s a karikatúra visszaszorult, legfeljebb az osztályellenség, az imperialista tábor képviselőinek leegyszerűsített torzrajzát nyújtotta. A karikatúra csak később nyerte el művészi önállósulását.
Az 1960-as évek végétől jelentkezett az új nemzedék, amely már magasabb művészi szinten próbált társadalmi jelenségeket megközelíteni, élve a rajzi humor hatásos kifejezőeszközével. A nagy számban jelentkező fiatalok szinte mindegyike képzőművészeti főiskolát végzett; többségük a bukaresti vagy kolozsvári főiskolák grafikai osztályain. Hatásos eszközük a karikatúra művészi nagykorúsítására az, hogy rajzaikat vagy rajzsorozataikat önálló kiállításokon mutatják be. Lazultak tehát a karikatúrát a napilapokhoz és folyóiratokhoz fűző kapcsolatok. Napi feladatokon és szolgálaton túl jelenségekről, ellentmondásos kortünetekről adnak számot a humoros rajz és a művészi groteszk határán.
Az e műfajban jelentkező alkotók törekvéseinek lényegét az 1970-es évek közepétől szervezett "humorszalonok" népszerűsítik. Közös kiállításaiknak plakátja, katalógusa van; látogatottságuk nagyobb, mint más képzőművészeti kiállításoké. (Romániai magyar alkotók rendszeresen jelen voltak az 1974 és 1980 között szervezett huszonöt humorszalonon, s Suceaván, Bukarestben, Kolozsvárt, Bákóban, Marosvásárhelyen, Costinești-en és Petrozsényban rendezett közös kiállításokon.)
Később hazai és külföldi kiállításokon is számottevő sikert aratott a kolozsvári Unipan Helga (többnyire művészettörténeti ábrázolások újraértelmezett és "lehetetlen környezetű" megjelenítésével), a marosvásárhelyi Molnár Dénes (groteszk képtársításaival, melyekből önálló kötetben is megjelentetett), a nagyszebeni Orth István és a több évig Bukarestben élt Pusztai Péter kiváló plakátjaikkal. A marosvásárhelyi karikaturisták alkották a legnépesebb csoportot; közösségük több tagja azonban már másutt telepedett meg.
Jelentkezésük alapján (bár részvételük sokszor kihagyásos) s néhány kimagaslóan jó munkájuk nyomán számon tartjuk Gyárfás Miklóst, Szabó Zoltánt, Vincze Lászlót (Marosvásárhely), Feleki Károlyt, Palotás Dezsőt (Kolozsvár), Bódis Dezsőt (Brassó), Czintos Lászlót (Sepsiszentgyörgy), Koncz Istvánt (Szászrégen), Elekes Gyulát (Székelyudvarhely), Keller Emesét (Bukarest), vagy Horváth Szekeres Istvánt (Csíkszereda), Könczey Elemért (Kolozsvár), vagy Para Istvánt (Csíkszereda).
Külön műfajként él és talál helyet a romániai magyar művészetben a szoborkarikatúra. Első művelője Szabó Vera kolozsvári szobrásznő volt, aki 1925-ben irodalmi életünk és közírásunk kiválóságairól készített karikírozó arcképsorozatot a Kisebbségi Újságírók Szervezete felkérésére.
Életművet alkotott groteszk kisplasztikáival az székelyudvarhelyi származású és Kolozsvárt élő Benczédi Sándor. Szobrászi termésének legmaradandóbb darabjai éppen ezek a terrakottában készült karikatúraportréi, humoros jellemképei és helyzetkomikumot nyújtó, kisplasztikai méretű alkotásai. Szobrainak nagy része magántulajdonba került; népszerűségükre jellemző, hogy jó részüket szinte elkészültük pillanatában megvásárolták. Irodalmi, művészeti és tudományos életünk jeleseiről készült arcképei azonban (melyeket az Utunk folyóirat közölt sorozatban) közgyűjteményekbe, a Székelyudvarhelyi Múzeum birtokába jutottak.
Ugyanebben a képzőművészeti technikában, de más alkati és szemléleti hozzáállással készülnek Benczédi Ilona groteszk kis szobrai. Plasztikai munkáiban és rajzaiban is foglalkoztatta a karikatúra s a művészi groteszk műfaja a szobrász Márkos Andrást.